# Stenellipsis parasericea
Stenellipsis parasericea là một loài bọ cánh cứng trong họ Cerambycidae.